# Europaparlamentsvalet i Polen 2004
Europaparlamentsvalet i Polen 2004 ägde rum söndagen den 13 juni 2004. Knappt 30 miljoner personer var röstberättigade i valet om de 54 mandat som Polen hade tilldelats innan valet. I valet tillämpade landet ett valsystem med partilistor, d’Hondts metod och en spärr på 5 procent för småpartier. Landet var uppdelat i tretton valkretsar. Valet var det första Europaparlamentsvalet som hölls i Polen, som hade anslutit sig till unionen den 1 maj 2004.
Valet var ett hårt bakslag för regeringspartiet Demokratiska vänsterförbundet, som endast erhöll drygt nio procent av rösterna. Det gav partiet fem mandat. Det liberalkonservativa partiet Medborgarplattformen blev valets största vinnare med över 24 procent av rösterna och femton mandat. Därefter kom det starkt euroskeptiska partiet Polska familjeförbundet, som erhöll nästan 16 procent av rösterna och tio mandat. Nationalkonservativa Lag och rättvisa vann sju mandat och nationalistiska Samoobrona sex mandat. Således dominerades det polska Europaparlamentsvalet av euroskeptiska partier, med undantag för Medborgarplattformen, i kontrast till övriga medlemsstater.
Både liberala Frihetsunionen och konservativa Polska folkpartiet vann fyra mandat var. Slutligen vann även Polens socialdemokrati tre mandat.
Valdeltagandet var mycket lågt; endast 20,87 procent av de röstberättigade röstade i valet. Det var det lägsta i hela unionen efter Slovakiens valdeltagande. Det var också mycket lågt i jämförelse med valdeltagandet i Polens nationella parlamentsval.

## Valresultat
| |         |  |           |        |
| | Andel   |  | Antal     | Mandat |
| Medborgarplattformen                                                                                  | 24,10 % |  | 1 467 775 | 15     |
| Medborgarplattformen                                                                                  |         |  |           |        |
| Polska familjeförbundet                                                                               | 15,92 % |  | 969 689   | 10     |
| Polska familjeförbundet                                                                               |         |  |           |        |
| Lag och rättvisa                                                                                      | 12,67 % |  | 771 858   | 7      |
| Lag och rättvisa                                                                                      |         |  |           |        |
| Samoobrona                                                                                            | 10,78 % |  | 656 782   | 6      |
| Samoobrona                                                                                            |         |  |           |        |
| Demokratiska vänsterförbundet                                                                         | 9,35 %  |  | 569 311   | 5      |
| Demokratiska vänsterförbundet                                                                         |         |  |           |        |
| Frihetsunionen                                                                                        | 7,33 %  |  | 446 549   | 4      |
| Frihetsunionen                                                                                        |         |  |           |        |
| Polska folkpartiet                                                                                    | 6,34 %  |  | 386 340   | 4      |
| Polska folkpartiet                                                                                    |         |  |           |        |
| Polens socialdemokrati                                                                                | 5,33 %  |  | 324 707   | 3      |
| Polens socialdemokrati                                                                                |         |  |           |        |
| Övriga partier och kandidater                                                                         | 8,18 %  |  | 498 520   | 0      |
| Övriga partier och kandidater                                                                         |         |  |           |        |
| Ogiltiga och blanka röster                                                                            | 2,67 %  |  | 167 019   | 0      |
| Ogiltiga och blanka röster                                                                            |         |  |           |        |
| Valdeltagande                                                                                         | 20,87 % |  | 6 258 550 | 54     |
| Valdeltagande                                                                                         |         |  |           |        |
| Antal röstberättigade 29 986 109 19 EPP-ED 08 PES 04 ALDE 00 G/EFA 00 GUE/NGL 16 IND/DEM 07 UEN 00 NI |         |  |           |        |

## Invalda

### Medborgarplattformen
- Jerzy Buzek, professor
- Zdzisław Chmielewski, historiker
- Małgorzata Handzlik, journalist
- Stanisław Jałowiecki, sociolog
- Filip Kaczmarek, historiker
- Bogdan Klich, läkare och historiker (ledamot av Europaparlamentet redan före valet 2004, avgick 2007 och ersattes av Urszula Gacek)
- Barbara Kudrycka, jurist (avgick 2007 och ersattes av Krzysztof Hołowczyc)
- Janusz Lewandowski, ekonom (ledamot av Europaparlamentet redan före valet 2004)
- Jan Olbrycht, sociolog
- Paweł Piskorski, historiker (uteslöts ur partiet före mandatperiodens slut, bytte till Stronnictwo Demokratyczne)
- Jacek Protasiewicz, ämbetsman (ledamot av Europaparlamentet redan före valet 2004)
- Jacek Saryusz-Wolski, diplomat
- Bogusław Sonik, journalist
- Zbigniew Zaleski, psykolog
- Tadeusz Zwiefka, journalist

### Polska familjeförbundet
- Filip Adwent, läkare (omkom 2005 i en trafikolycka och ersattes av Andrzej Zapałowski)
- Sylwester Chruszcz, arkitekt (utträdde ur partiet före mandatperiodens slut, bytte till Naprzód Polsko)
- Maciej Giertych, dendrolog (ledamot av Europaparlamentet redan före valet 2004)
- Dariusz Grabowski, ekonom (utträdde ur partiet före mandatperiodens slut)
- Urszula Krupa, läkare och journalist (utträdde ur partiet före mandatperiodens slut)
- Bogdan Pęk, djurskötare (utträdde ur partiet före mandatperiodens slut, bytte till Naprzód Polsko)
- Mirosław Piotrowski, professor (utträdde ur partiet före mandatperiodens slut)
- Bogusław Rogalski, historiker (utträdde ur partiet före mandatperiodens slut, bytte först till Forum Polskie, sedan till Naprzód Polsko)
- Witold Tomczak, läkare (ledamot av Europaparlamentet redan före valet 2004)
- Wojciech Wierzejski, sociolog (avgick 2005 och ersattes av Bernard Wojciechowski)

### Lag och rättvisa
- Adam Bielan, statsvetare (ledamot av Europaparlamentet redan före valet 2004)
- Anna Fotyga, ekonom (avgick 2005 och ersattes av Hanna Foltyn-Kubicka)
- Mieczysław Janowski, teknologie doktor
- Michał Kamiński, journalist (ledamot av Europaparlamentet redan före valet 2004, avgick 2007 och ersattes av Ewa Tomaszewska)
- Marcin Libicki, konsthistoriker (ledamot av Europaparlamentet redan före valet 2004)
- Wojciech Roszkowski, historiker
- Konrad Szymański, jurist

### Samoobrona
- Marek Czarnecki, advokat och journalist (utträdde ur partiet före mandatperiodens slut)
- Ryszard Czarnecki, historiker och journalist (utträdde ur partiet före mandatperiodens slut, bytte till Lag och rättvisa)
- Bogdan Golik, affärsman och veterinär (utträdde ur partiet före mandatperiodens slut)
- Wiesław Kuc, ekonom
- Jan Masiel, psykoterapeut (utträdde ur partiet före mandatperiodens slut, bytte till Piastpartiet)
- Leopold Rutowicz, ekonom

### Demokratiska vänsterförbundet
- Lidia Geringer de Oedenberg, ekonom och journalist
- Adam Gierek, professor
- Bogusław Liberadzki, ekonom (ledamot av Europaparlamentet redan före valet 2004)
- Marek Siwiec, journalist
- Andrzej Szejna, ekonom

### Frihetsunionen
- Bronisław Geremek, historiker (omkom 2008 i en trafikolycka och ersattes av Andrzej Wielowieyski)
- Jan Kułakowski, journalist
- Janusz Onyszkiewicz, matematiker
- Grażyna Staniszewska, lärare

### Polska folkpartiet
- Zbigniew Kuźmiuk, ekonom (uteslöts ur partiet före mandatperiodens slut)
- Zdzisław Podkański, ämbetsman (uteslöts ur partiet före mandatperiodens slut, bytte till Piastpartiet)
- Czesław Siekierski, universitetslektor (ledamot av Europaparlamentet redan före valet 2004)
- Janusz Wojciechowski, jurist (ledamot av Europaparlamentet redan före valet 2004, uteslöts ur partiet före mandatperiodens slut, bytte till Piastpartiet)

### Polens socialdemokrati
- Genowefa Grabowska, professor (ledamot av Europaparlamentet redan före valet 2004)
- Józef Pinior, jurist
- Dariusz Rosati, professor